# التی
التی (به انگلیسی: Aletty) یک روستا در هند است که در کارناتاکا واقع شده‌است.

## خصوصیات
التی ۷٬۹۲۹ نفر جمعیت دارد.